# Aphelandra blanchetiana
Aphelandra blanchetiana là một loài thực vật có hoa trong họ Ô rô. Loài này được (Nees) Hook.f. mô tả khoa học đầu tiên năm 1891.